# 碘化亚铕
碘化亚铕是一种无机化合物，是铕的碘化物之一，化学式为EuI2。它在X射线下发出紫色荧光。

## 制备
铕和碘化铵在液氨中于200 K反应，可以制得正交晶系的碘化亚铕。碘化铕九水合物和碘化铵反应，经过NH4Eu2I5中间体，最终也能产生碘化亚铕。